# لاين كامبل سميث
لاين كامبل سميث (بالإنجليزية: Iain Campbell Smith)‏ هو دبلوماسي أسترالي، ولد في القرن العشرين في كانبرا في أستراليا.

## وصلات خارجية
- لاين كامبل سميث على موقع ميوزك برينز (الإنجليزية)
- لاين كامبل سميث على موقع ديسكوغز (الإنجليزية)